# Jeannine Rösler

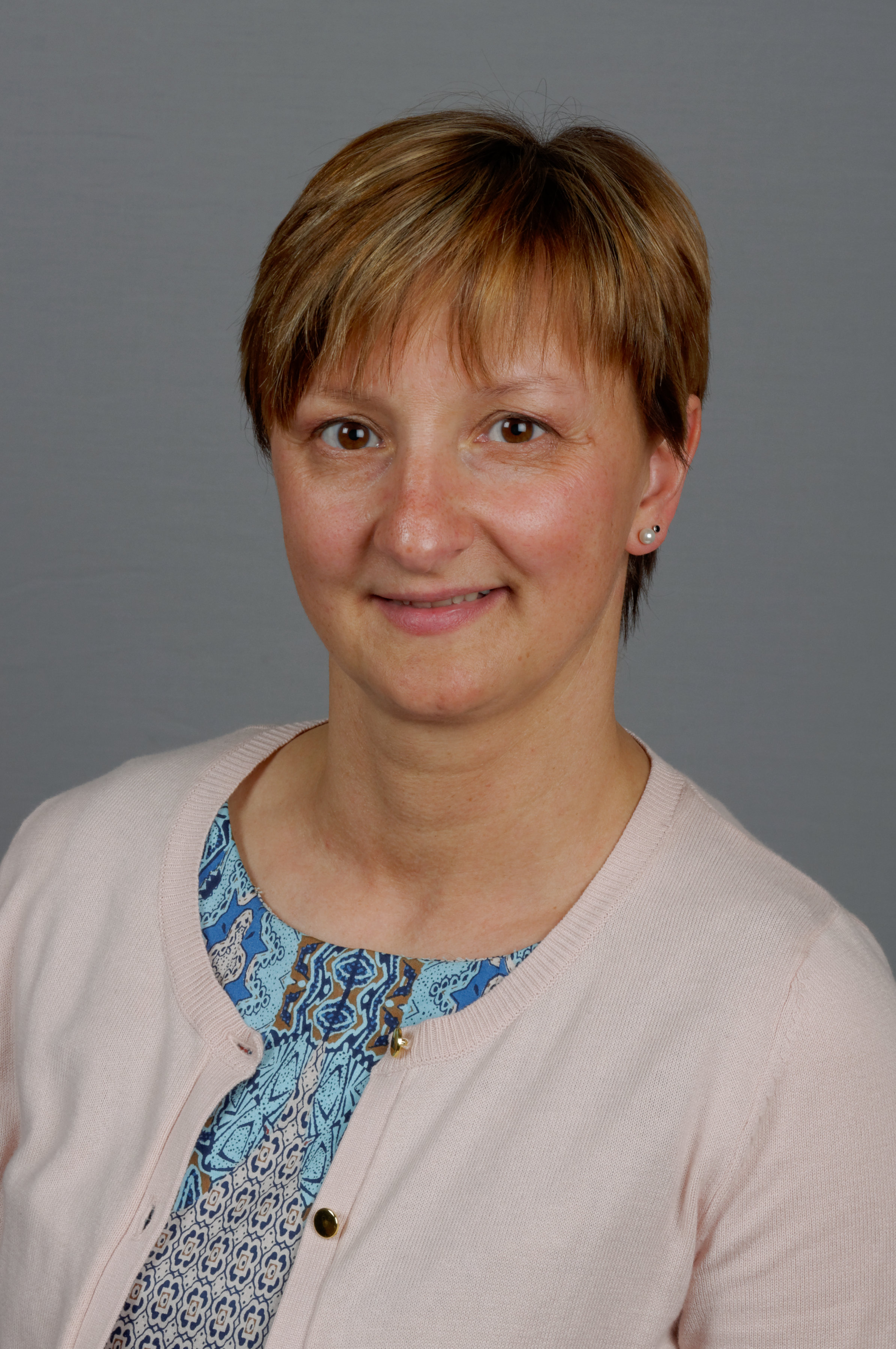
Jeannine Rösler 2017

Jeannine Rösler (* 10. Juli 1970 in Teterow) ist eine deutsche Landespolitikerin (Die Linke) und seit 2011 gewählte Abgeordnete im Landtag Mecklenburg-Vorpommern sowie Vorsitzende ihrer Fraktion.

## Biografie
Jeannine Rösler machte 1989 an der EOS „Fréderic-Joliot-Curie“ in Neubrandenburg ihr Abitur. Anschließend absolvierte sie an der Humboldt-Universität zu Berlin und an der Fachhochschule für Technik und Wirtschaft in Berlin-Karlshorst ein Studium der Betriebswirtschaftslehre, das sie als Diplom-Kauffrau (FH) abschloss. Bei der Linksfraktion im Landtag von Mecklenburg-Vorpommern war sie von 1999 bis 2011 als wissenschaftliche Mitarbeiterin tätig.
Rösler war seit 2011 stellvertretende Vorsitzende der Linken in Mecklenburg-Vorpommern. Seit 2022 gehört sie wieder dem Landesvorstand an. Bei der Landtagswahl 2011 erhielt sie über die Landesliste ihrer Partei ein Abgeordnetenmandat, ebenso bei der Landtagswahl 2016. Bei den Kommunalwahlen 2011 und 2014 wurde sie in den Kreistag des Landkreises Vorpommern-Greifswald gewählt. Seit 2014 ist sie außerdem Mitglied der Gemeindevertretung in Tutow. Seit 2017 ist sie Vorsitzende des Kreisverbandes Peene-Uecker-Ryck ihrer Partei. Im September 2016 wurde sie zur stellvertretenden Landtagsfraktionsvorsitzenden gewählt. Seit November 2021 ist sie Vorsitzende der Landtagsfraktion.
Rösler ist verheiratet und Mutter zweier Kinder.